# Geschiedenis van de Royal Air Force
De geschiedenis van de Royal Air Force, de luchtmacht van de British Armed Forces, de strijdmacht van het Verenigd Koninkrijk, omvat bijna een eeuw van militaire luchtvaart.

## Formatie en vroege geschiedenis (1918-1939)
De RAF werd opgericht op 1 april 1918 door het samenvoegen van de Royal Flying Corps en de Royal Naval Air Service. Het Royal Flying Corps werd geboren uit het Air Battalion van de Royal Engineers en viel onder de controle van de British Army. De Royal Naval Air Service was de maritieme equivalent en werd gecontroleerd door de Admiralty. Het besluit om de twee samen te voegen en een onafhankelijke luchtmacht te creëren was een reactie op de gebeurtenissen tijdens de Eerste Wereldoorlog, de eerste oorlog waarin de kracht van vliegtuigen van grote waarde bleek. De oprichting van de nieuwe strijdmacht was gebaseerd op een rapport van veldmaarschalk Jan Smuts voor het Imperial War Cabinet, waar hij diende. 
De RAF was de sterkste luchtmacht bij haar oprichting met meer dan 20.000 vliegtuigen. De squadrons van de RFC hielden hun nummering, terwijl die van de RNAS werden omgenummerd, te beginnen bij 201. 
Het interbellum was relatief vredig voor de RAF met slechts kleine acties in het Britse Rijk. In de begin jaren 20 kreeg de RAF de verantwoordelijkheid over alle Britse troepen in Irak met als taak als politie op te treden bij de stammenonlusten. De RAF zag ook actie in Afghanistan, waar de eerste evacuatie van burgers plaatsvond in 1928. In 1936 zag een reorganisatie binnen de RAF commandostructuur de oprichting van Fighter Command, Bomber Command en Coastal Command. De maritieme tak werd afgescheiden, en ging verder als de Fleet Air Arm, onderdeel van de Royal Navy.

## Tweede Wereldoorlog (1939-1945)
De RAF onderging een vlugge expansie na de uitbraak van de oorlog met Duitsland in 1939. Dit hield onder meer in het trainen van Brits luchtmachtpersoneel in het Britse Gemenebest onder het British Commonwealth Air Training Plan, en de overplaatsing van hele squadrons en tienduizenden individuele personen van Gemenebest luchtmachten. Bijvoorbeeld, aan het eind van de oorlog had de Royal Canadian Air Force meer dan dertig squadrons aan de RAF bijgedragen en bijna een kwart van al het personeel bij Bomber Command was Canadees. Op dezelfde manier was ongeveer negen procent van het personeel dat diende bij de RAF in Europa en het Middellandse Zeegebied overgeplaatst van de Royal Australian Air Force. Aan deze en andere Gemenebest personeel werden later duizenden anderen toegevoegd uit andere landen, waaronder hen die uit bezet Europa waren gevlucht, zoals Nederland.
Een belangrijk moment in het bestaan van de RAF kwam tijdens de Slag om Engeland. Gedurende de zomer van 1940 hield de RAF de Luftwaffe af in waarschijnlijk de meest geprolongeerde en gecompliceerde luchtslag in de geschiedenis. Dit droeg erg veel bij aan het uitstel en uiteindelijk afblazen van van de Duitse plannen voor een invasie van Engeland (Operatie Seelöwe) en was mede verantwoordelijk voor een omwenteling in de oorlog. Over deze paar honderd RAF jachtpiloten zei Premier Winston Churchill in het House of Commons op 20 augustus "Never in the field of human conflict was so much owed by so many to so few". (Vrij vertaald: "Nooit op het veld van een conflict waren zo veel mensen zo veel schuldig aan zo weinig")
De grootste bijdrage van de RAF tijdens de oorlog was de strategische bombardementscampagne tegen Duitsland. Vanaf 31 mei 1942 was RAF Bomber Command in staat tot het uitvoeren van grootschalige nachtelijke operaties tot wel 1000 vliegtuigen, van welke de meeste de nieuwe zware viermotorige bommenwerpers. Er bestaat veel historische controversie rond de ethiek van zulke grote brandbom aanvallen tegen Duitse steden tijdens de laatste paar maanden van de oorlog, zoals het Bombardement op Dresden (25.000 doden), Pforzheim (21.666), Darmstadt (12.300), Kassel (10.000), Heilbronn (6.500) of Hamburg (45.000) en andere Duitse steden. Dit is in contrast met de Luftwaffe aanvallen op Britse steden tussen 1939 en 1941, aangeduid met De Blitz (43.000 doden).
Op 3 mei 1945 in de laatste dagen van de oorlog werden drie schepen (Cap Arcona, Thielbek en Deutschland) in de Baai van Lübeck tot zinken gebracht in vier aparte aanvallen door RAF vliegtuigen. Rond de 7.000 burgers van vele nationaliteiten kwamen hierbij om het leven, de meeste gevangen uit de concentratiekampen van Neuengamme, Stutthof en Mittelbau-Dora.

## Koude Oorlog (1945-1990)
Na de overwinning in de Tweede Wereldoorlog, werd de RAF verder gereorganiseerd toen de technologische vooruitgang de komst van straaljagers en straalaangedreven bommenwerpers zag. Na de Britse ontwikkeling van nucleaire wapens, nam de RAF's V-Force de verantwoordelijkheid voor het transport van het nucleaire arsenaal, tot de komst van de Polaris onderzeeërs van de Royal Navy. Na de introductie van de Polaris in 1968 werd de strategische nucleaire rol van de RAF gereduceerd tot een tactische, met gebruik van de WE.177 vrij val bommen. Deze tactische rol werd doorgezet met de V-bommenwerpers tot en de jaren 80 en daarna tot 1998 door de Tornado GR1. 
De primaire rol van de RAF in de Koude Oorlog was de defensie van Europa tegen een potentiële aanval door de Sovjet-Unie, met een aantal squadrons gestationeerd in Duitsland. Met het uiteenvallen van het Britse Rijk werden de globale operaties teruggeschroefd en de RAF Far East Air Force werd ontmanteld op 31 oktober 1971. 
Desondanks vocht de RAF een meerdere slagen in de Koude Oorlog. De RAF speelde een kleine rol in de Koreaoorlog, met vliegboten. Bij de Suezcrisis van 1956 echter, had de RAF een grote rol met vliegtuigen voornamelijk vliegend vanaf Cyprus en Malta.

### Falklandoorlog
De Falklandoorlog van 1982 werd vooral gevochten door de Royal Army en Royal Navy, door de afstand van het slagveld tot vriendelijke vliegvelden. Er werden wel RAF vliegtuigen uitgezonden vanaf Ascension Island en aan boord van vliegdekschepen van de Navy. De bekendste RAF missies in het conflict waren de beroemde Black Buck raids, uitgevoerd met Avro Vulcans, vliegend vanaf Ascension Island. De dienst deed echter nog meer tijdens de oorlog, met helikopters op de Falklandeilanden zelf, Harrier GR3s vliegend vanaf de HMS Hermes, de jagers die Ascension beschermden, maritieme patrouillevliegtuigen boven het zuiden van de Atlantische Oceaan en tank- en transportvliegtuigen die de enorme logistieke operatie ondersteunden.

## 1990-heden
In 1991 namen meer dan 100 RAF vliegtuigen deel aan de Golfoorlog, in vrijwel elke denkbare rol. Het markeerde een belangrijk keerpunt in de geschiedenis van de RAF, daar het de eerste keer was dat ze precisie munitie in groten getale gebruikte. Later zag de Kosovo-oorlog in 1999 voor het eerst sinds WO II weer RAF vliegtuigen vechten boven Europa. Bij de in 2001 begonnen Oorlog in Afghanistan gaf de RAF ondersteuning aan de Verenigde Staten door het beschikbaar stellen van tankers, verkenningsvliegtuigen en bases. 
Bij de Irakoorlog van 2003 werd een groot deel van de RAF naar de Golf gezonden. De RAF zorgde ook voor de stationering van 4 USAF B-52 bommenwerpers welke Irak vrijwel elke nacht aanvielen. De enige RAF verliezen waren een friendly fire incident, waarbij een Tornado werd neergeschoten door een Amerikaanse Patriotraket, die de Tornado had aangezien voor een Irakese MiG en een Hercules transportvliegtuig neergeschoten vanaf de grond kort na het opstijgen van een Amerikaans vliegveld. 
Als onderdeel van Operatie Herrick werden RAF Harriers gestationeerd op Kandahar Airfield in Afghanistan, opererend in de close air support rol tegen de Taliban. Als onderdeel van Operatie TELIC opereerden Merlin- en Puma-helikopters vanuit Basra, beschermd door het RAF-regiment, en vormden zo de 903 Expeditionary Air Wing.